# Thalassoma grammaticum
 Thalassoma grammaticum és una espècie de peix de la família dels làbrids i de l'ordre dels perciformes.

## Morfologia
Els mascles poden assolir els 32 cm de longitud total.

## Distribució geogràfica
Es troba des de Mèxic fins a Panamà, incloent-hi les Illes Galápagos.